# Elasmus arachidis
Elasmus arachidis är en stekelart som beskrevs av Jean Risbec 1951. Elasmus arachidis ingår i släktet Elasmus och familjen finglanssteklar.
Artens utbredningsområde är Senegal. Inga underarter finns listade i Catalogue of Life.